# 穆佐城
穆佐城（むかさじょう）は、宮崎県宮崎市高岡町小山田にあった日本の城（平山城）。伊東四十八城の一つ。

## 概要
別称を穆佐院高城ともいい、新納院高城（宮崎県児湯郡木城町）、三俣院高城（別称は月山日和城、宮崎県都城市高城町）と並んで、日向三高城の一つに数えられる。
城域は東西に延びる比高50mの丘陵にあり、3つの堀切により区分され、4つの城郭群が形成されていた。主郭は中央東側の一番高台に建てられ、その西側は高い土塁と堀切が設けられていた。また、中央東側の城郭群の東端には「坪の城」という郭があり、島津氏第9代当主である島津忠国はそこで生誕した。

## 歴史
穆佐城が初めて史料に現れるのは南北朝時代、建武3年（1336年）発給の『土持宣栄軍忠状』であり、この前年12月に南朝方であった伊東祐広が穆佐院政所に立て籠もったのを土持氏が攻略したとするものである。また、築城年代もこの頃とされる。これ以降は、足利尊氏の直轄城とされ、畠山直顕が城主として差遣された。
15世紀初めには島津氏8代当主である島津久豊が入城し伊東氏と戦をするが敗北遁走し、文安2年（1445年）に城は伊東氏の支配に帰した。10代当主の伊東義祐の頃には「伊東四十八城」の一つに数えられる。
天正5年（1577年）に伊東義祐が豊後国へ落ち延びると島津氏の城に帰するが、慶長20年（1615年）の一国一城令により廃城となった。
平成14年（2002年）3月、城跡は国の史跡に指定された。